# 빌 카울리츠

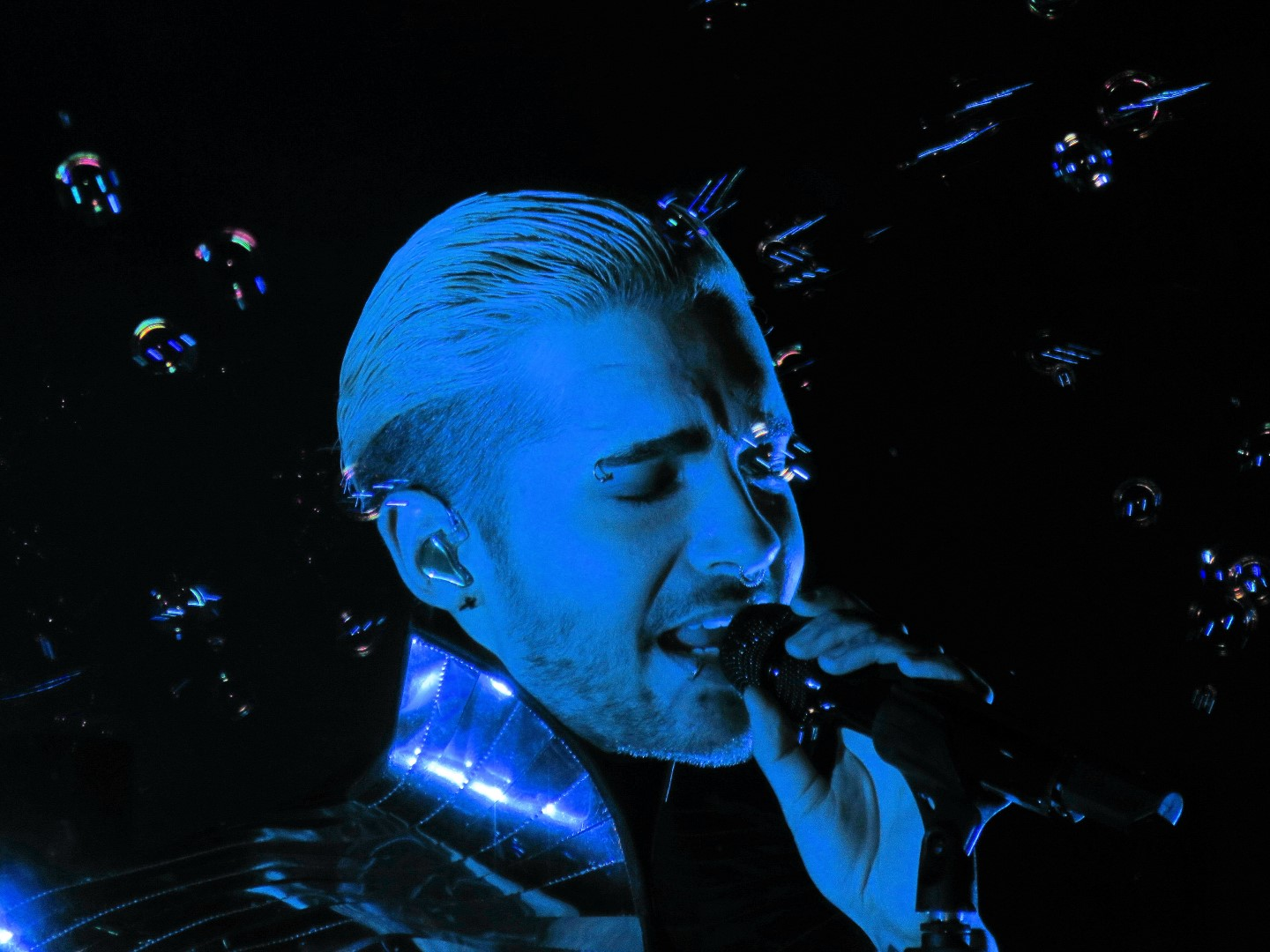

빌 카울리츠(Bill Kaulitz, 1989년 9월 1일 ~ ) 또는 솔로 활동명 빌리(Billy)는 독일의 싱어송라이터이다. 팝 록 밴드 토쿄 호텔의 리드 싱어로서 활동하였다.

## 생애
1989년 9월 1일 동독 라이프치히에서 태어났다. 10분 차이로 쌍둥이 형제 톰(Tom)이 형으로 태어났다.

## 디스코그래피
솔로 아티스트 (BILLY)
- I'm Not OK EP (De-Code LTD, 2016)

Devilish
- Devilish (직접 발매, 2001)

Tokio Hotel
- Schrei
- Zimmer 483
- Scream (토쿄 호텔의 음반)
- Humanoid (음반)
- Kings of Suburbia
- 소니 뮤직 엔터테인먼트